# Phyllachora graminis
Phyllachora graminis (Pers.) Fuckel – gatunek grzybów z klasy Sordariomycetes. Grzyby mikroskopijne, patogeny roślin.

## Charakterystyka
Gatunek szeroko rozprzestrzeniony. Znane jest jego występowanie w Ameryce Północnej, Środkowej i Południowej, Europie, Azji, Afryce i na wyspach Oceanu Indyjskiego. Występuje w różnych strefach klimatycznych, najczęściej na obszarach o klimacie umiarkowanym. W Polsce jest pospolity.
Pasożytuje na wielu gatunkach traw powodując u nich czarną plamistość liści traw. Endofit, jego mikrosklerocja i owocniki typu perytecjum są całkowicie zanurzone w tkankach żywiciela, na powierzchni liścia znajdują się tylko ich otworki (ostiole). W miejscu występowania grzybni patogenu i owocników na liściach powstają czarne plamy.

## Systematyka i nazewnictwo
Pozycja w klasyfikacji według Index Fungorum:  Phyllachora, Phyllachoraceae, Phyllachorales, Sordariomycetidae, Sordariomycetes, Pezizomycotina, Ascomycota, Fungi.
Po raz pierwszy takson ten opisał w 1796 r. Christiaan Hendrik Persoon nadając mu nazwę Sphaeria graminis. Obecną, uznaną przez Incdex Fungorum nazwę nadał mu Leopold Fuckel w 1870 r.
Jest gatunkiem typowym rodzaju Phyllachora. Ma 30 synonimów. Są nimi wszystkie odmiany i formy, a oprócz nich m.in. także:
- Phyllachora agropyri Sawada 1952
- Phyllachora hordei Polozova, 1968
- Phyllachora poae-pratensis Sawada 1952